# Hubert Minkenberg

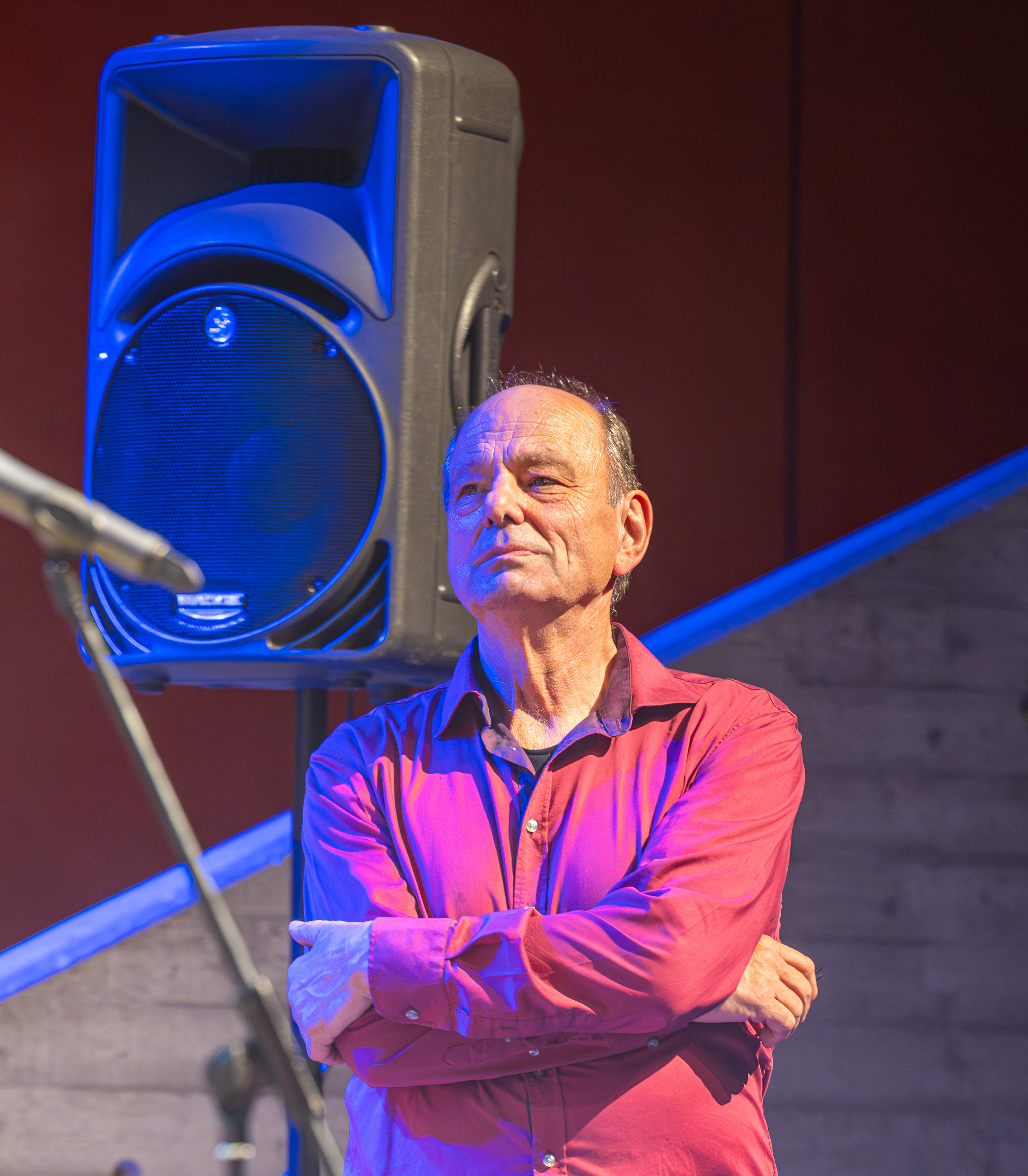
Hubert Minkenberg (2024)

Hubert Minkenberg (* 19. Oktober 1955 in Hückelhoven) ist ein deutscher Musiker und Musikwissenschaftler.

## Biographie
Hubert Minkenberg studierte in Köln Musikwissenschaften, Germanistik und Theaterwissenschaften. Dieses Studium schloss er mit einer Arbeit über „George Russells Lydian Chromatic Concept of Tonal Organization“ ab. Es folgte ein Promotionsstudium der Fächer Musikpädagogik, Pädagogik der Lernbehinderten und Theaterwissenschaften ebenfalls in Köln, wo er 1990 mit der Dissertation „Das Musikerleben von Kindern im Alter von fünf bis zehn Jahren“ promovierte. Darüber hinaus absolvierte er am Konservatorium Köln ein Instrumentalstudium in den Fächern Saxophon, Gesang und Klavier.
1982 gewann Minkenberg den WDR-Preis „Stadtmusik“ als Sänger, Komponist und Pianist. Minkenberg war von 1984 bis 1989 Wissenschaftlicher Mitarbeiter am Musischen Seminar der Universität zu Köln, 1989 bis 1991 Musikredakteur beim WDR und 1991 bis 1999 Dozent für Musikwissenschaften an der Musikakademie Wiesbaden. 1999 wurde er auf eine Professur für Musikpädagogik unter besonderer Berücksichtigung Neuer Medien an die Fachhochschule Düsseldorf berufen. 2000 war Minkenberg Gastdozent an der Universität Santiago de Chile, 2001 an der Universidad Mayor San Andrés von La Paz. Er gehörte dem Vorstand der Deutschen Gesellschaft für Musik bei Behinderten (DGMB) an und war Delegierter der GEMA für die Gruppe der angeschlossenen und außerordentlichen Komponisten.
Minkenberg gründete 2000 den Pop- und Jazzchor der FH Düsseldorf „Jazzappeal“, den er bis 2023 leitete. Die ebenfalls von ihm gegründete und bis 2011 geleitete Big Band der FH Düsseldorf erhielt 2011 den Jazz Förderpreis des WDR. 2012 begründete er den Hückelhovener Gospelworkshop, der seitdem jährlich fortgesetzt wird.
Minkenberg ist regelmäßig als Musiker und Dozent im In- und Ausland tätig. 2012 erhielt er den Kompositionsauftrag zu einer „European Suite“ im Rahmen eines Comenius Projektes. Minkenbergs Lehr- und Forschungsschwerpunkte sind u. a. die Didaktik und Methodik der Popularmusik und der Einsatz neuer Medien in der außerschulischen Musikpädagogik. Weitere Veröffentlichungen liegen im Bereich der musikalischen Entwicklungspsychologie vor.
Minkenberg ist Gründer des Saxophonquartetts „fourPhones“ und des Chors „WestVocals“. Er ist verheiratet, Vater von fünf Kindern und lebt seit mehreren Jahrzehnten in Doveren.
2020 trat Minkenberg bei der Kommunalwahl in Hückelhoven als Bürgermeisterkandidat an. Er ist Fraktionssprecher von Bündnis 90/DieGrünen im Stadtrat Hückelhoven.

## Veröffentlichungen
- Musizieren schwer Körperbehinderter. In: Musik bei Behinderten, Hrsg. H. Moog, Frankfurt a. M. 1988
- Popmusik in der Oberstufe der LB-Schule. In: DGMB Mitteilungen 1987
- Das Musikerleben von Kindern im Alter von fünf bis zehn Jahren, Frankfurt a. M., Bern, New York 1991
- Zum Verhältnis von Musiktheorie und Praxis in: Festschrift Helmut Moog, Frankfurt a. M. 1993
- Zur Entwicklung des kindlichen Musikerlebens unter besondere Berücksichtigung des vokalen Musizierens Köln 1999
- Singen. In: Th. Hartogh und H. H. Wickel (Hrsg.): Handbuch der Musik in der Sozialen Arbeit, Weinheim: Juventa 2004
- Zum Zusammenwirken von Musikpädagogik und Sozialpädagogik am Beispiel Lateinamerika – Erfahrungsbericht aus einem internationalen postgradualen Studiengang. In: Daniela Laufer und Manuela Prause-Weber (Hrsg.) De Consolatione Musicae. Festschrift zur Emeritierung von Walter Piel. Köln: Dohr 2004
- Musik – erst recht für Erwachsene. Eine empirische Untersuchung zum Musikerleben erwachsener Laienmusiker. In: NMZ 3/05
- Eine kurze Geschichte des Hip Hop in Deutschland. In: Different Roots, Common roots. Köln 2006
- Aspekte des Musikerlebens erwachsener Laienmusiker. Eine empirische Untersuchung. In: Musikpsychologie – Musikalische Sozialisation im Kindes und Jugendalter. Göttingen: Hogrefe 2007
- Stadtmusik. In: Schmitz, Lilo (Hrsg.) Artivismus. Bielefeld 2015
- Das vollkommen Menschsein im Spiel. In: Vom Strich zur Form, Hrsg.: Gert Jäger. 2017
- Listen to your Neigbourhood – Musik als Medium kultureller und Sozialer Arbeit. (Hrsg.) Weinheim: Beltz 2023